# Macrocentrum chimantense
Macrocentrum chimantense är en tvåhjärtbladig växtart som beskrevs av John Julius Wurdack. Macrocentrum chimantense ingår i släktet Macrocentrum och familjen Melastomataceae. Inga underarter finns listade i Catalogue of Life.